# اوتا دوکان

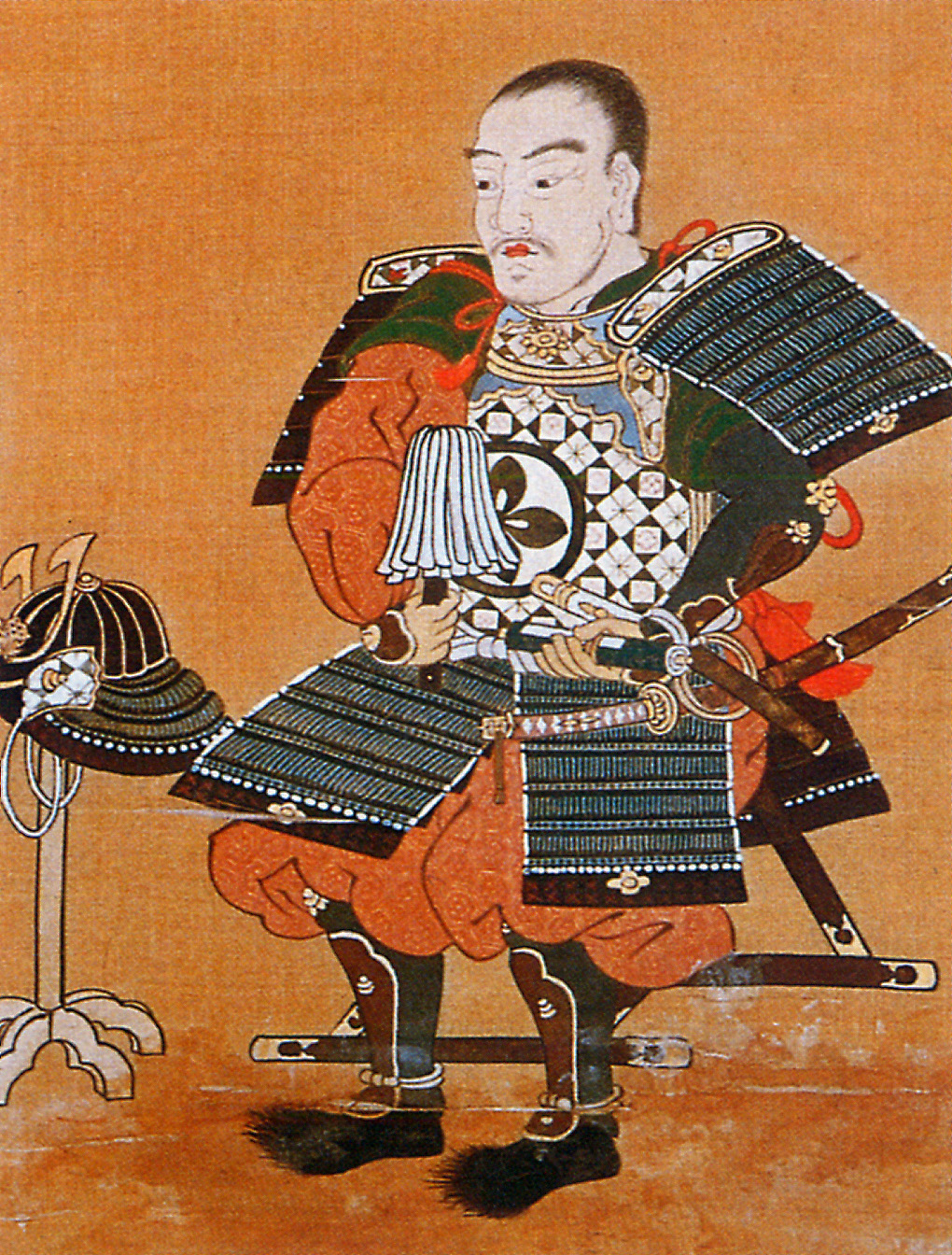
اوتا دکان.

اوتا دوکان یا اوتا سوگِناگه (太田道灌 Ōta Dōkan) (زاده: ۱۴۳۲ ، درگذشت: ۱۴۸۶ میلادی) سامورایی، شاعر و راهب بودائی در دوره موروماچی در ژاپن بود. شهرت اصلی اوتا دوکان بخاطر بنیان گذاری قلعه ادو می‌باشد. در زمان او معابد بسیاری از جمله معبد هیه در اطراف قلعه ادو ساخته شد.